# Aleksandra Beļcova
Aleksandra Mitrofanovna Beļcova (russe : Бельцова, Александра Митрофановна, née le 17 mars 1892 et décédée le 1er février 1981) est une peintre soviétique et lettone,,.

## Biographie
Aleksandra Beļcova sort diplômée du gymnasium féminin de Novozybkov en Russie en 1912. Elle poursuit ses études en intégrant l'école d'art de Penza avant d'en sortir diplômée en 1917. Toujours à Penza, elle rencontre de nombreux peintres réfugiés lettoniens, comme Jēkabs Kazaks, Konrāds Ubāns et Valdemārs Tone. Elle se rapproche en particulier de Romans Suta, un autre peintre letton qui avait lui aussi étudié à Penza. En 1917, elle déménage à Petrograd et étudie au State Free Art Workshop dirigé par Natan Altman. C'est d'ailleurs dans cette ville qu'aura lieu sa première exposition en 1919. Juste après, elle déménage à Lettonie avec Romans Suta et elle devient membre du Groupe des Artistes de Riga. Le couple se marie en 1922 à Riga, puis, part visiter Paris, Berlin et Dresde. En 1923, sa fille Tatiana naît à Paris. En 1925, elle peint The White and the Black.
Les années suivantes, elle s'implique dans les expositions du groupe Roller et de l'Association des Artistes d'Art Plastiques de Riga. Durant cette période, elle peint principalement des portraits, des natures mortes et s'initie au cubisme puis s'oriente vers le réalisme les dernières années. Elle utilise principalement de la peinture à l'huile, aquarelle. Elle fait de l'art plastique et peint aussi sur porcelaine.
Beļcova décède le 1er février 1981. L'artiste est inhumée au cimetière boisé de Riga.
La maison d'Aleksandra Beļcova et de Romans Suta au 57A-26 de la rue Elisabeth à Riga a été transformée en mémorial, musée et galerie d'art.